# Ättekulla

Lage des Stadtbezirks Ättekulla in Helsingborg.

Ättekulla ist ein Stadtteil in der schwedischen Stadt Helsingborg. Gelegen im gleichnamigen, etwa 3.280 Einwohner zählenden Stadtbezirk im Süden der Stadt, besteht der Stadtteil aus einer Wohngegend und einem Industriegebiet, in dem unter anderem der Mineralwasserhersteller Ramlösa Hälsobrunn AB angesiedelt ist. Das Wohngebiet ist gemischt bebaut mit Einfamilienhäusern, zweistöckigen Mietshäusern, sowie Hochhäusern.
Im Stadtteil gibt es eine Schule für die Klassen 1–9 (Ättekullaskolan), einen Kindergarten und ein kleines Einkaufszentrum mit Lebensmittelladen, Tabakwarenladen, Friseur und Pizzeria.
Angrenzend an die Schule liegt ein Wald mit Grabhügeln aus der Bronzezeit.